# Гагарин (станция)
О станции Гагарин в Армении см. статью Раздан (станция).
Гага́рин — железнодорожная станция Смоленского (Белорусского) направления Московской железной дороги в одноимённом городе Смоленской области.

## История
Основана в 1870 году. Первоначальное название станции — Гжатск.
Весной 1943 года при отступлении немецко-фашистских войск железнодорожный вокзал (построенный вместе с самой станцией в 1870 году) и подъездные пути станции были полностью разрушены. Пути были восстановлены уже через несколько дней, а здание вокзала было отстроено заново лишь в 1954 году.
В 1968 году станция (как и город, в котором она находится) была переименована из Гжатска в Гагарин в рамках увековечивания памяти о первом космонавте Юрии Алексеевиче Гагарине.
В 2004 году была проведена реставрация вокзального здания: помимо произведения ремонтных работ на вокзале была открыт мемориальный зал Юрия Гагарина, а зал ожидания украшен картинами на космическую тематику. Одновременно с этим был произведен ремонт зданий вагонного депо и служебных зданий дистанции пути.
В 2021 году на станции была проведена ещё одна реконструкция в честь Дня космонавтики и 60-летней годовщины первого полета человека в космос, в рамках которой были отремонтированы различные части самого вокзального здания, благоустроена прилегающая территория, а также обновлена экспозиция в мемориальном зале.

## Описание

### Общая информация
По характеру основной работы является промежуточной, по объему выполняемой работы отнесена к 4-му классу. Входит в Смоленский центр организации работы железнодорожных станций ДЦС-6 Московской дирекции управления движением. Станция признана «Предприятием эффективных технологий и эстетики».
По состоянию на 2023 год Гагарин, наряду со станцией Игоревская, являлся одной из ключевых станций Смоленской области в сфере погрузочных операций с лесом.

### Расположение
Станция располагается на юго-западной окраине города. С востока к станции примыкает Гагаринский автовокзал, на котором можно осуществить пересадку на городские и пригородные автобусы, а также междугородные автобусы, следующие до Вязьмы, Сычёвки и Тёмкино. На юго-восток от станции расположена Вознесенская церковь.

### Инфраструктура
На станции имеются станционное здание (в котором располагается мемориальный зал Юрия Алексеевича Гагарина) и две платформы (одна боковая, другая островная, обе низкие), соединённые надземным пешеходным мостом.
Оборудована кассами. Турникеты отсутствуют. После реконструкции 2021 года были установлены модули для возможности укрыться от осадков.
На платформе перед зданием вокзала установлен бюст Ю. А. Гагарину.

## Пассажирское движение

### Пригородные поезда
Станция является конечной для пригородных электропоездов Москва — Гагарин (отменявшихся с 18 мая 2015 года по 7 марта 2024 года) и   Можайск — Гагарин; также на ней останавливаются все пригородные электропоезда, следующие из Можайска или Бородино в Вязьму и обратно.
Прямого (беспересадочного) пригородного сообщения с областным центром — Смоленском — нет.
Станция является последней, считая от Москвы, в которой действует зональная тарификация пригородного движения; проезд до остановок после Гагарина (до Вязьмы) тарифицируется согласно километражу.

### Поезда дальнего следования
На станции останавливается ряд поездов дальнего следования.
| Круглогодичное обращение поездов | Круглогодичное обращение поездов | Круглогодичное обращение поездов | Круглогодичное обращение поездов |
| № поезда                         | Маршрут движения                 | № поезда                         | Маршрут движения                 |
| -------------------------------- | -------------------------------- | -------------------------------- | -------------------------------- |
| 29 «Янтарь»                      | -                                | 30 «Янтарь»                      | Калининград — Москва             |
| 39 «Двина»                       | Москва — Полоцк                  | 40 «Двина»                       | Полоцк — Москва                  |
| 95                               | Москва — Брест                   | 96                               | Брест — Москва                   |
| 723 «Ласточка»                   | Москва — Вязьма                  | 722 «Ласточка»                   | Вязьма — Москва                  |
| 729 «Ласточка»                   | Москва — Смоленск                | 730 «Ласточка»                   | Смоленск — Москва                |
| 731 «Ласточка»                   | Москва — Смоленск                | 732 «Ласточка»                   | Смоленск — Москва                |
| 733 «Ласточка»                   | Москва — Смоленск                | 716 «Ласточка»                   | Смоленск — Москва                |
| 735 «Ласточка»                   | Москва — Смоленск                | 736 «Ласточка»                   | Смоленск — Москва                |

| Сезонное обращение поездов | Сезонное обращение поездов | Сезонное обращение поездов | Сезонное обращение поездов |
| № поезда                   | Маршрут движения           | № поезда                   | Маршрут движения           |
| -------------------------- | -------------------------- | -------------------------- | -------------------------- |
| 77 «Неман»                 | Москва — Гродно            | 78 «Неман»                 | Гродно — Москва            |
| 147                        | -                          | 148                        | Калининград — Москва       |

## Фотогалерея
- Вид на здание вокзала, 2010 г.
- Бюст Ю. А. Гагарину, установленный на станции